# Zonitis bilineata
Zonitis bilineata är en skalbaggsart som beskrevs av Thomas Say 1817. Zonitis bilineata ingår i släktet Zonitis och familjen oljebaggar. Inga underarter finns listade i Catalogue of Life.